# Software Configuration Management Plan
Der Standard IEEE 828 Standard for Software Configuration Management Plans beschreibt die Mindestanforderungen an einen Software Konfigurationsmanagement Plan. Die aktuelle Version ist die IEEE 828-2012. Er wird ergänzt durch den Standard IEEE 1042 (Reaff 1993), IEEE Guide to Software Configuration Management, der Planung und Durchführung des Software Konfigurationsmanagements beschreibt.
Der Standard bezieht sich auf den gesamten Software-Lebenszyklus von kritischer Software, also bei solcher Software, bei der ein Fehlverhalten zu großen finanziellen oder zu Schäden an Leib und Leben führen würde. Er ist ebenso anwendbar bei unkritischer Software und bereits entwickelter Software.
Seine Anwendung ist nicht durch die Art der Software beschränkt.
Ein Software-Konfigurationsmanagement-Plan dokumentiert, welche Aktivitäten im Rahmen des Konfigurationsmanagements durchzuführen sind, wie diese auszuführen sind, wer für ihre Durchführung verantwortlich ist, wann sie durchzuführen sind und welche Mitarbeiter und Ressourcen dafür erforderlich sind.